# أرسطرخس (فوهة)
أرسطرخس وهي فوهة صدمية تتواجد في الجانب القريب للقمر تم تسميتها نسبةً للفلكي اليوناني أرسطرخس الساموسي، تعتبر ألمع الأراضي في القمر وشكلها يشبه العين، يمكن رؤية الحفرة من على التلسكوب ولمعان ضوء الأرض الناتج منها، هذه الحفرة محاطة بغاز الرادون وقد سبق أن تم وضع مسبار فضائي من نوع لونار بروسبكتر فيها.